# Trenéři AC Milán
Níže jsou trenéři AC Milán italského fotbalového klubu.

## Historie
Na trenérskou lavičku mezi roky 1899 a 2020 usedlo celkem 61 trenérů, čtyři z nich bylo s dodatečnou funkcí technického ředitele a další čtyři nejprve s výhradní rolí trenéra a následně s technickým ředitelem. Prvním trenérem v historii klubu byl Herbert Kilpin, kapitán a zakladatel klubu. Herbert Kilpin zůstal ve vedení až do roku 1906, kdy byl nahrazen Angelonim. První profesionální trenér byl najat v roce 1922. Byl jim Rakušan Ferdi Oppenheim, který byl také prvním zahraničním trenérem v historii Aklubu.
Nejúspěšnějším a dlouhodobým trenérem Rossoneri je Nereo Rocco, který trénoval ve čtyřech různých obdobích: od roku 1961 do roku 1963, od roku 1967 do roku 1972 a konečně jako technický ředitel od roku 1972 do roku 1974, od roku 1975 do roku 1976 a v roce 1977. Celkem odtrénoval 459 zápasů ve 13 sezónách (9 kompletních a dalších 4 neúplné). Během svého řízení získal AC Milan 10 trofejí: 2× titul (1961/62, 1967/68), 3× domácí pohár (1971/72, 1972/73, 1976/77), 2× pohár PMEZ (1962/63, 1968/69), 2× pohár PVP (1967/68, 1972/73) a 1× Interkontinentální pohár (1969). Klub AC Milán byl prvním italským klubem, který vyhrál pohár PMEZ.
Dalším trenérem, který psal historii Rossoneri byl Arrigo Sacchi. Il Mago di Fusignano jak byla jeho přezdívka vedl klub celkem 5 sezon (v letech 1987 až 1991) a jedné neúplné v roce 1997. Získal pro klub 8 trofejí: 1× titul (1987/88), 2× pohár PMEZ (1988/89, 1989/90), 2× Interkontinentální pohár (1989, 1990), 2× Evropský superpohár (1989, 1990) a 1× domácí superpohár (1988). Díky němu byl kvalita fotbalu velmi vysoká a díky průzkumu z roku 2007 britského magazínu World Soccer se stal nejlepším klubovým týmem všech dob a čtvrtý celkově ve speciální klasifikaci, kde jej překonali pouze národní týmy ( Brazílie 1970, Nizozemsko 1974 a Maďarsko 1953–1954) .
Po odchodu Sacchiho převzal klub v roce 1991 bývalý fotbalista Rossoneri a pak trenér Primavera (Juniorka) Fabio Capello. Za 5 sezón získal 9 trofejí: 4× titul (1991/92, 1992/93, 1993/94, 1995/96), 1× LM (1993/94), 1× Evropský superpohár (1994 a 3× domácí superpohár (1992, 1993, 1994). Za jeho vedení se klubu začalo přezdívat neporazitelný díky rekordu neporazitelnosti v lize (58 zápasů).
Další úspěšný trenér působil v klubu v letech 2001 až 2009. Byl jím opět bývalý fotbalista Rossoneri Carlo Ancelotti. A stal se jediným člověkem co získal s klubem vítězství v LM jako hráč (1988/89, 1989/90) i jako trenér (2002/03, 2006/07). Dále získal i 1× titul (2003/04), 1× domácí pohár (2002/03), 1× domácí superpohár (2004), 2× Evropský superpohár (2003, 2007) a 1× Mistrovství světa klubů (2007).
25 hráčů kteří nastoupili v dresu Rossoneri se posadilo na trenérskou lavičku AC Milán, jsou to tito v chronologickém pořadí: Daniel Angeloni, Giannino Camperio, Guido Moda, József Banas, Giuseppe SantAgostino, Arrigo Morselli, Ettore Puricelli, Paolo Todeschini, Nils Liedholm, Arturo Silvestri, Cesare Maldini, Giovanni Trapattoni, Paolo Barison, Massimo Giacomini, Luigi Radice, Francesco Zagatti, Fabio Capello, Giorgio Morini, Mauro Tassotti, Carlo Ancelotti, Leonardo, Clarence Seedorf, Filippo Inzaghi, Cristian Brocchi a Gennaro Gattuso. K nim jsou přidány Herbert Kilpin a Gunnar Gren, kteří byli současně hráčem a trenérem.

## Chronologický seznam trenérů
Níže je uveden seznam trenérů od založení klubu a vítězství uvedených trofejích.

## Statistika
Aktualizováno k 25. května 2025 zahrnující všechny oficiální zápasy.
| Jméno                 | Národnost   | Celkem sezon | Období                                | Zápasy | Vítězství | Remízy | Prohry | % Vítězství | zdroj |
| --------------------- | ----------- | ------------ | ------------------------------------- | ------ | --------- | ------ | ------ | ----------- | ----- |
| Nereo Rocco           | Itálie      | 13           | 1961-1963, 1967-1974, 1975-1976, 1977 | 459    | 243       | 136    | 80     | 52,94       | [ 3 ] |
| Carlo Ancelotti       | Itálie      | 8            | 2001-2009                             | 420    | 238       | 101    | 81     | 56,67       |       |
| Giuseppe Viani        | Itálie      | 9            | 1956-1965                             | 376    | 203       | 95     | 78     | 53,99       |       |
| Fabio Capello         | Itálie      | 7            | 1987, 1991-1996, 1997-1998            | 300    | 161       | 94     | 45     | 53,67       |       |
| Nils Liedholm         | Švédsko     | 8            | 1964-1966, 1977-1979, 1984-1987       | 300    | 161       | 94     | 45     | 53,67       |       |
| Arrigo Sacchi         | Itálie      | 5            | 1987-1991, 1996-1997                  | 220    | 113       | 69     | 38     | 51,36       |       |
| Antonio Busini        | Itálie      | 6            | 1940-1941, 1949-1953                  | 193    | 110       | 46     | 37     | 56,99       |       |
| Massimiliano Allegri  | Itálie      | 4            | 2010-2014                             | 178    | 91        | 49     | 38     | 51,12       |       |
| József Bánás          | Maďarsko    | 5            | 1931-1933, 1937-1940                  | 173    | 67        | 50     | 56     | 38,73       |       |
| Alberto Zaccheroni    | Itálie      | 3            | 1998-2001                             | 125    | 54        | 44     | 27     | 43,20       |       |
| Adolfo Baloncieri     | Itálie      | 4            | 1934-1936, 1945-1946                  | 116    | 44        | 32     | 40     | 37,93       |       |
| Giuseppe Bigogno      | Itálie      | 3            | 1946-1949                             | 116    | 61        | 27     | 28     | 52,59       |       |
| Lajos Czeizler        | Maďarsko    | 3            | 1949-1952                             | 116    | 75        | 24     | 17     | 64,66       |       |
| Engelbert König       | Rakousko    | 3            | 1928-1931                             | 100    | 41        | 25     | 34     | 41,00       |       |
| Luigi Bonizzoni       | Itálie      | 3            | 1958-1960                             | 87     | 47        | 25     | 15     | 54,02       |       |
| Gennaro Gattuso       | Itálie      | 2            | 2017-2019                             | 83     | 40        | 23     | 20     | 48,19       |       |
| Cesare Maldini        | Itálie      | 3            | 1972-1973, 1973-1974, 2001            | 83     | 47        | 17     | 19     | 56,63       |       |
| Massimo Giacomini     | Itálie      | 2            | 1979-1981                             | 79     | 36        | 26     | 17     | 45,57       |       |
| Ilario Castagner      | Itálie      | 2            | 1982-1984                             | 78     | 36        | 32     | 10     | 46,15       |       |
| József Viola          | Maďarsko    | 3            | 1933-1934, 1938-1940                  | 71     | 27        | 18     | 26     | 38,03       |       |
| Mario Magnozzi        | Itálie      | 2            | 1941-1943                             | 69     | 26        | 17     | 26     | 37,68       |       |
| Herbert Burgess       | Anglie      | 2            | 1926-1928                             | 64     | 30        | 14     | 20     | 46,88       |       |
| Vincenzo Montella     | Itálie      | 2            | 2016-2017                             | 64     | 32        | 14     | 18     | 50,00       |       |
| Héctor Puricelli      | Uruguay     | 3            | 1955-1956                             | 59     | 29        | 16     | 14     | 49,15       |       |
| Guido Moda            | Itálie      | 3            | 1919-1921, 1926                       | 55     | 29        | 7      | 19     | 52,73       |       |
| Leonardo              | Brazílie    | 1            | 2009-2010                             | 48     | 23        | 13     | 12     | 47,92       |       |
| Gustavo Giagnoni      | Itálie      | 2            | 1974-1975                             | 47     | 22        | 17     | 8      | 46,81       |       |
| Giovanni Trapattoni   | Itálie      | 2            | 1974, 1975-1976                       | 47     | 21        | 13     | 13     | 44,68       |       |
| Béla Guttmann         | Maďarsko    | 2            | 1953-1955                             | 44     | 25        | 11     | 8      | 56,82       |       |
| Hermann Felsner       | Rakousko    | 2            | 1937-1938                             | 42     | 17        | 15     | 10     | 40,48       |       |
| Arturo Silvestri      | Itálie      | 1            | 1966-1967                             | 42     | 17        | 16     | 9      | 40,48       |       |
| Filippo Inzaghi       | Itálie      | 1            | 2014-2015                             | 40     | 14        | 13     | 13     | 35,00       |       |
| Ferdi Oppenheim       | Rakousko    | 2            | 1922-1924                             | 39     | 14        | 13     | 12     | 35,90       |       |
| Siniša Mihajlović     | Srbsko      | 2            | 2015-2016                             | 38     | 19        | 10     | 9      | 50,00       |       |
| Paolo Todeschini      | Itálie      | 1            | 1960-1961                             | 36     | 19        | 9      | 8      | 52,78       |       |
| Giuseppe Santagostino | Itálie      | 2            | 1943-1945                             | 34     | 11        | 9      | 14     | 32,35       |       |
| Mario Sperone         | Itálie      | 1            | 1952-1953                             | 34     | 17        | 9      | 8      | 50,00       |       |
| Giannino Camperio     | Itálie      | 3            | 1908-1911                             | 33     | 16        | 3      | 14     | 48,48       |       |
| Vittorio Pozzo        | Itálie      | 2            | 1924-1926                             | 33     | 13        | 1      | 19     | 39,39       |       |
| Guido Ara             | Itálie      | 1            | 1940-1941                             | 32     | 13        | 10     | 9      | 40,63       |       |
| Sérgio Conceição      | Portugalsko | 1            | 2024-2025                             | 31     | 16        | 5      | 10     | 51,61       |       |
| Luis Carniglia        | Argentina   | 1            | 1963-1964                             | 30     | 16        | 8      | 6      | 53,33       |       |
| Italo Galbiati        | Itálie      | 3            | 1981, 1982, 1984                      | 26     | 10        | 6      | 10     | 38,46       |       |
| William Garbutt       | Anglie      | 1            | 1936-1937                             | 26     | 13        | 8      | 5      | 50,00       |       |
| Giuseppe Marchioro    | Itálie      | 1            | 1976-1977                             | 25     | 8         | 11     | 6      | 32,00       |       |
| Paulo Fonseca         | Portugalsko | 1            | 2024                                  | 24     | 12        | 6      | 6      | 50,00       |       |
| Luigi Radice          | Itálie      | 1            | 1981-1982                             | 23     | 6         | 8      | 9      | 26,09       |       |
| Giorgio Morini        | Itálie      | 1            | 1996                                  | 22     | 8         | 7      | 7      | 36,36       |       |
| Clarence Seedorf      | Nizozemsko  | 1            | 2014                                  | 22     | 11        | 2      | 9      | 50,00       |       |
| Óscar Tabárez         | Uruguay     | 1            | 1996                                  | 22     | 8         | 7      | 7      | 36,36       |       |
| Stefano Pioli         | Itálie      | 5            | 2019-2024                             | 240    | 130       | 58     | 52     | 54,17       |       |
| Herbert Kilpin        | Anglie      | 7            | 1900-1906                             | 19     | 9         | 4      | 6      | 47,37       |       |
| Antonio Di Gennaro    | Itálie      | 1            | 2001                                  | 13     | 8         | 3      | 2      | 61,54       |       |
| Mauro Tassotti        | Itálie      | 2            | 2001, 2014                            | 13     | 6         | 4      | 3      | 46,15       |       |
| Fatih Terim           | Turecko     | 1            | 2001                                  | 13     | 8         | 3      | 2      | 61,54       |       |
| Giovanni Cattozzo     | Itálie      | 1            | 1966                                  | 11     | 2         | 4      | 5      | 18,18       |       |
| Arrigo Morselli       | Itálie      | 1            | 1953                                  | 9      | 4         | 3      | 2      | 44,44       |       |
| Cristian Brocchi      | Itálie      | 1            | 2016                                  | 7      | 2         | 2      | 3      | 28,57       |       |
| Marco Giampaolo       | Itálie      | 1            | 2019                                  | 7      | 3         | 0      | 4      | 42,86       |       |
| Daniele Angeloni      | Itálie      | 1            | 1907                                  | 6      | 4         | 2      | 0      | 66,67       |       |
| Paolo Barison         | Itálie      | 1            | 1976                                  | 5      | 1         | 2      | 2      | 20,00       |       |
| Gunnar Gren           | Švédsko     | 1            | 1953                                  | 2      | 1         | 0      | 1      | 50,00       |       |
| Francesco Zagatti     | Itálie      | 1            | 1982                                  | 2      | 0         | 0      | 2      | 0,00        |       |

## Tabulky

### Podle oficiálních zápasů
| Celkový počet zápasů | Celkový počet zápasů | Celkový počet zápasů |  | V lize * | V lize *             | V lize * |  | V domácím poháru | V domácím poháru             | V domácím poháru |  | V Evropských pohárech | V Evropských pohárech | V Evropských pohárech |
| Pořadí               | Jméno                | Počet                |  | Pořadí   | Jméno                | Počet    |  | Pořadí           | Jméno                        | Počet            |  | Pořadí                | Jméno                 | Počet                 |
| 1.                   | Nereo Rocco          | 459                  |  | 1.       | Nereo Rocco          | 310      |  | 1.               | Nereo Rocco                  | 67               |  | 1.                    | Carlo Ancelotti       | 96                    |
| 2.                   | Carlo Ancelotti      | 420                  |  | 2.       | Giuseppe Viani       | 306      |  | 2.               | Fabio Capello+ Nils Liedholm | 39               |  | 2.                    | Nereo Rocco           | 63                    |
| 3.                   | Giuseppe Viani       | 376                  |  | 3.       | Carlo Ancelotti      | 283      |  | 3.               | Carlo Ancelotti              | 37               |  | 3.                    | Fabio Capello         | 48                    |
| 4.                   | Fabio Capello        | 300                  |  | 4.       | Nils Liedholm        | 213      |  | 4.               | Arrigo Sacchi                | 31               |  | 4.                    | Stefano Pioli         | 43                    |
| 5.                   | Nils Liedholm        | 280                  |  | 5.       | Fabio Capello        | 209      |  | 5.               | Giuseppe Viani               | 18               |  | 5.                    | Massimiliano Allegri  | 34                    |
| 6.                   | Stefano Pioli        | 240                  |  | 6.       | Antonio Busini       | 187      |  | 6.               | Ilario Castagner             | 16               |  | 6.                    | Arrigo Sacchi         | 33                    |
| 7.                   | Arrigo Sacchi        | 220                  |  | 7.       | Stefano Pioli        | 183      |  | 7.               | Gustavo Giagnoni             | 15               |  | 7.                    | Giuseppe Viani        | 30                    |
| 8.                   | Antonio Busini       | 193                  |  | 8.       | József Bánás         | 158      |  | 8.               | Alberto Zaccheroni           | 14               |  | 8.                    | Alberto Zaccheroni    | 20                    |
| 9.                   | Massimiliano Allegri | 178                  |  | 9.       | Arrigo Sacchi        | 155      |  | 9.               | József Bánás+ Stefano Pioli  | 13               |  | 9.                    | Nils Liedholm         | 14                    |
| 10.                  | József Bánás         | 173                  |  | 10.      | Massimiliano Allegri | 133      |  | 10.              | Cesare Maldini               | 12               |  | 10.                   | Cesare Maldini        | 13                    |
| 10.                  | Alberto Zaccheroni   | 125                  |  | 10.      | Giuseppe Bigogno     | 116      |  | 10.              | József Bánás                 | 13               |  | 10.                   | Gennaro Gattuso       | 11                    |

### Podle oficiálních vítězství
| Celkový počet vítězství | Celkový počet vítězství | Celkový počet vítězství |  | V lize * | V lize *             | V lize * |  | V domácím poháru | V domácím poháru              | V domácím poháru |  | V Evropských pohárech | V Evropských pohárech                        | V Evropských pohárech |
| Pořadí                  | Jméno                   | Počet                   |  | Pořadí   | Jméno                | Počet    |  | Pořadí           | Jméno                         | Počet            |  | Pořadí                | Jméno                                        | Počet                 |
| 1.                      | Nereo Rocco             | 243                     |  | 1.       | Nereo Rocco          | 160      |  | 1.               | Nereo Rocco                   | 38               |  | 1.                    | Carlo Ancelotti                              | 52                    |
| 2.                      | Carlo Ancelotti         | 238                     |  | 2.       | Giuseppe Viani       | 166      |  | 2.               | Carlo Ancelotti               | 20               |  | 2.                    | Nereo Rocco                                  | 38                    |
| 3.                      | Giuseppe Viani          | 203                     |  | 3.       | Carlo Ancelotti      | 163      |  | 3.               | Fabio Capello                 | 17               |  | 3.                    | Fabio Capello                                | 31                    |
| 4.                      | Fabio Capello           | 161                     |  | 4.       | Fabio Capello        | 110      |  | 4.               | Nils Liedholm                 | 16               |  | 4.                    | Arrigo Sacchi+ Giuseppe Viani+ Stefano Pioli | 17                    |
| 5.                      | Stefano Pioli           | 130                     |  | 5.       | Stefano Pioli        | 108      |  | 5.               | Arrigo Sacchi                 | 15               |  | 5.                    | Massimiliano Allegri                         | 11                    |
| 6.                      | Nils Liedholm           | 128                     |  | 5.       | Antonio Busini       | 106      |  | 6.               | Ilario Castagner              | 10               |  | 6.                    | Cesare Maldini                               | 9                     |
| 7.                      | Arrigo Sacchi           | 113                     |  | 6.       | Nils Liedholm        | 102      |  | 7.               | Gustavo Giagnoni              | 9                |  | 7.                    | Vincenzo Montella+ Alberto Zaccheroni        | 7                     |
| 8.                      | Antonio Busini          | 110                     |  | 7.       | Arrigo Sacchi        | 80       |  | 8.               | Giuseppe Viani                | 8                |  | 8.                    | Gennaro Gattuso+ Nils Liedholm               | 5                     |
| 9.                      | Massimiliano Allegri    | 91                      |  | 8.       | Massimiliano Allegri | 74       |  | 9.               | József Bánás + Cesare Maldini | 7                |  | 8.                    | Giovanni Trapattoni                          | 4                     |
| 10.                     | Lajos Czeizler          | 75                      |  | 9.       | Lajos Czeizler       | 73       |  | 10.              | Siniša Mihajlović             | 6                |  | 10.                   |                                              |                       |

Poznámka
- Zahrnuje mistrovství jedné skupiny (Campionato Federale, Prima Categoria, Prima Divisione e Divisione Nazionale), Serie A a Serie B s vyloučením všech play-off.